# Evaristo Marc Chengula
Evaristo Marc Chengula IMC (* 1. Januar 1941 in Mdabulo; † 21. November 2018 in Daressalam) war Bischof von Mbeya, Tansania. 

## Leben
Evaristo Marc Chengula trat der Ordensgemeinschaft der Consolata-Missionare bei und empfing am 15. Oktober 1970 die Priesterweihe. 
Papst Johannes Paul II. ernannte ihn am 8. November 1996 zum Bischof von Mbeya. Der Erzbischof von Songea, Norbert Wendelin Mtega, spendete ihm am 2. Februar des nächsten Jahres die Bischofsweihe; Mitkonsekratoren waren James Dominic Sangu, Altbischof von Mbeya, und Tarcisius Ngalalekumtwa, Bischof von Iringa.